# Jean d'Alheim
Jean d'Alheim, né en 1832 à Sevsk et mort le 17 octobre 1894 à Paris, est un peintre russe d'origine française.

## Biographie
Ivan de Limosin d'Alheim est le fils de Pierre (Petr Ivanovitch) d’Alheim et d'Elisabeth Lvov. En 1852, à la retraite du capitaine Pierre Ivanovitch Dalheim, les enfants Ivan, Dimitri, et Tatiana sont autorisés à porter le titre de baron d'empire. Issu de famille française, son grand-père, Jean-Baptiste de Limosin d'Alheim (1750-1810), baron d'Alheim, fût, après la révolution française, Général-Major au service de la Russie.
Jean d'Alheim épouse Tatiana Sergeevna Bobricheff Pouchkine (1833-1904). Le couple donne naissance à Marie Madeleine (née en Russie en 1857, morte à Paris en 1926), qui épousera en 1889, l'homme de lettres Alfred Paul Pouthier. En France nait leur fils Pierre d'Alheim (1862-1922) homme de lettres, baron, journaliste et romancier, qui épousera en 1899 la cantatrice Maria Alexeïevna Olénine (1869-1970).
Paysagiste, il est élève d'Alexandre Calame, et expose au Salon de 1864 à 1894.
Le couple divorce, et Tatiana épouse en secondes noces, en 1872, le capitaine de cavalerie Louis François Casimir Murat (1829-1898). Jean d'Alheim épouse quant à lui Alexandra Bobricheff Pouchkine (1840-1921), la sœur de Tatiana.
Il installe son atelier au no 77 de la rue de Vaugirard, lieu qui offre l'hospitalité, une fois par semaine, à une pléiade d'artistes, et où un buffet témoigne de la généreuse cordialité du peintre.
Il initie à la peinture sa seconde femme, celle-ci décline au féminin le prénom de son époux : Jeanne exposera également au Salon de 1878 à 1889.
Il réalise des toiles décoratives : peinture sur lave ou fresque sur laine en utilisant un procédé inédit (projection à l'aide de la bouche d'une solution à base de caoutchouc afin de fixer le pastel sur la laine). Adolphe Léon Willette assiste quelque temps Jean d'Alheim dans ces travaux, notamment pour la décoration de plusieurs salles du Château de Forsac.
Il illustre un chapitre de La vraie tentation du Grand saint Antoine, de Paul Arène (La Première neige).
Après ses voyages en Italie et Dalmatie, il s'arrête  un temps à Rijeka, où il dispense des leçons à Lea von Littrow (en). Il expose ses toiles en 1884, au Cercle des Arts libéraux.
Il meurt chez madame Bakounine, à l'âge de 62 ans, puis est incinéré et repose au crématorium-columbarium du Père-Lachaise.